# Gulating

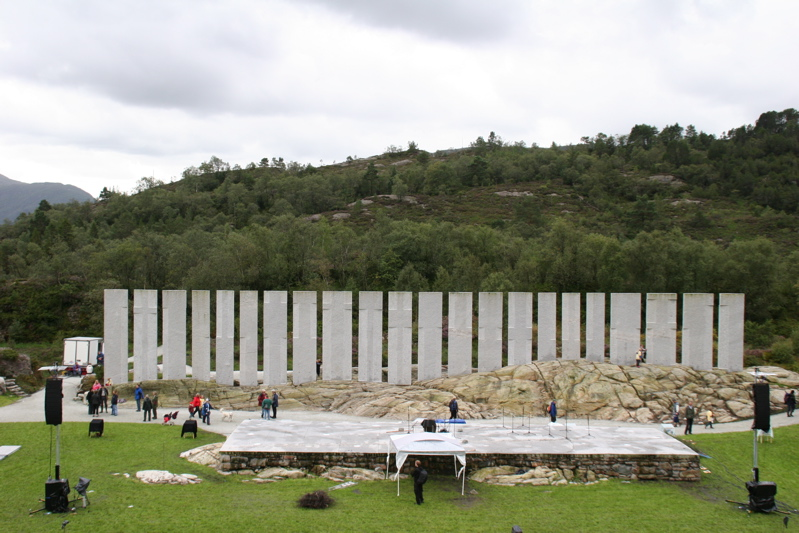
Installazione dell'artista Bård Breivik al Millennium City Gulatinget. Fotografata da Nina Aldin Thune

Il Gulaþing (modernizzato in Gulating) era il nome di un thing norvegese, vale a dire un'assemblea locale che riuniva gli uomini liberi del tempo dei Vichinghi. Il Gulating servì come base in particolare per l'Althing islandese o il Løgting faroese.

## Sede
Situazione
Il Gulating si trova sulla costa norvegese, nel comune di Gulen (contea di Sogn og Fjordane), vicino al suo centro amministrativo, Eivindvik.

## Storia
Il Gulating esisteva tra il 900 e il 1300 d.C. Intorno al 1300, l'assemblea fu spostata a Bergen dove esiste ancora oggi come Alta Corte di Gulating.
Il Gulating servì come base per la creazione dell'Althing, l'Assemblea degli uomini liberi d'Islanda, l'ente centrale dello Stato libero d'Islanda nel 930.
Ha anche svolto un ruolo centrale nell'unificazione dei regni norvegesi e nella cristianizzazione della Norvegia.

## Funzionamento
Il Gulaþing non era l'unico thing norvegese: raggruppava un'area geografica della Norvegia occidentale corrispondente all'incirca alle attuali contee di Hordaland e Sogn og Fjordane.

### La legge di Gulaþing
La legge di Gulaþing, o Gulaþingslov, consisteva di 320 articoli divisi in 14 capitoli.

## Gestione e protezione
Nel 2005, in occasione del Gulating Millennium, è stato fondato il Gulatinget Millennium Park.